# 와파린
와파린(영어: Warfarin)은 혈액 응고를 저지하는 약제 중 하나로 쿠마린 계열의 항응고제이다. 쿠마딘(Coumadin)이라는 브랜드로 판매되고 있다.

## 입체 화학
와파린은 입체 중심을 포함하고 2 개의 거울상 이성질체로 구성된다. 이것은 라 세미나, 즉 ( R )과 ( S )의 1 : 1 혼합 형태입니다 :
| 와파린의 거울 상체    | 와파린의 거울 상체    |
| --------------------- | --------------------- |
| CAS-Nummer: 5543-58-8 | CAS-Nummer: 5543-57-7 |

## 용도
와파린은 혈전과 색전 형성을 방지하는데 사용된다. 뇌졸중, 심근경색, 심정맥혈전증, 폐색전의 큰 위험이 있는 환자 또는 둔부나 무릎 수술을 받은 환자, 장기간의 중심정맥삽관이나 인공심장판막을 시술 받은 환자, 그리고 최근에 심근경색증을 경험한 환자에게 투여된다.
헤파린과 달리, 와파린의 항응고작용은 최대치의 효과에 도달하기 위해 며칠이 걸릴 수 있다. 이는 헤파린과 와파린 치료를 병행하는 이유이다. 와파린은 여러 응혈인자의 합성에 필수적인 비타민K의 작용을 방해한다. 이런 응혈인자는 보통 혈액 내에 순환하고 있기 때문에, 와파린의 항응고작용 효과가 나타나려면 응혈인자가 혈장에서 없어지기까지 며칠이 걸리는 것이다. 개시가 늦는 또 다른 이유는 와파린의 99%가 혈장단백질에 결합되어 효과를 생산해낼 수 없게 되기 때문이다. 이렇게 높은 혈장단백질과의 결합은 약물과 와파린 치료 동안 발생할 수 있는 약물의 상호작용에 중요한 상당부분 원인이 된다.

## 부작용과 상호작용
다른 모든 항응고제처럼, 와파린의 가장 심각한 부작용은 비정상적인 출혈이다. 치료 중단 시에, 와파린의 작용이 줄기까지 최대 10일이 걸릴 수도 있다. 만약 치료 중에 생명을 위협할 정도의 출혈이 있을 경우, 와파린의 항응고작용은 근육내주사나 피하주사로 차단제인 비타민K의 투여를 통해 감소될 수 있다. 와파린혈청 수준의 치료적인 범위는 1~10 mcg/mg까지 다양하다.
광범위한 단백질 결합은 비스테로이드성 약물, 이뇨제, 선택적 세로토닌 재흡수 억제제와 다른 항우울제, 스테로이드, 항생제, 백신, 그리고 비타민(예를 들어 비타민K)과 같은, 수많은 약물과의 상호작용의 원인이다. 비스테로이드성 약물과 함께 사용하게 되면 출혈 가능성이 높아질 수 있다. 와파린 치료 중에는 환자는 어떤 다른 처방약이나 일반의약품을 의료진의 승인 없이 복용하면 안된다. 녹차, 은행나무, 피버퓨(데이지의 일종, 화란국화), 마늘, 크랜베리, 캐모마일, 그리고 생강과의 와파린 사용은 출혈 가능성을 증가시킨다.

## 작용 기전
와파린은 응혈인자 Ⅱ, Ⅶ, Ⅸ, Ⅹ의 합성에 요구되는 비타민K를 활성화하는 작용에 관련하는 두 가지 효소를 방해한다. 와파린은 새로운 응혈인자의 합성을 방해하지만 이미 혈액 속에 순환하고 있는 응혈인자에는 영향을 주지 않는다. 결과적으로 응고작용을 늦추고 출혈 시간을 증가시킨다.